# 8593 Angustirostris
8593 Angustirostris è un asteroide della fascia principale. Scoperto nel 1971, presenta un'orbita caratterizzata da un semiasse maggiore pari a 3,0957432 UA e da un'eccentricità di 0,1174007, inclinata di 12,62819° rispetto all'eclittica.